# Batalha de Copidnados
A batalha de Copidnados (em grego: Κοπίδναδος; romaniz.: Kopidnados) ou de Copidnadon (em grego: Κοπίδναδον) ocorreu em setembro de 788, entre os exércitos do Califado Abássida e do Império Bizantino. O exército abássida, que havia lançado uma invasão à Ásia Menor bizantina, foi confrontado por uma força bizantina em Copidnados. A batalha resultante terminou com a vitória dos árabes. Entre as perdas bizantinas estava um certo Diógenes, que é identificado por alguns estudiosos como a provável fonte para o herói épico literário Digenis Acritas.

## Antecedentes
Desde a última tentativa árabe fracassada de conquistar a capital bizantina Constantinopla, as forças califais realizaram quase todos os anos raides regulares na Ásia Menor bizantina. Em 782, uma grande invasão, liderada pelo herdeiro aparente abássida, o futuro Harune Arraxide (r. 786–809), resultou numa derrota bizantina humilhante, forçando os bizantinos a negociar uma trégua em troca de um pagamento anual de 160 000 nomismas de ouro.
Em 785, a imperatriz-regente Irene de Atenas resolveu cessar o pagamento do tributo e a guerra recomeçou. Os árabes invadiram o Tema Armeníaco, mas no começo de 786 os bizantinos retaliaram saqueando e arrasando a cidade-fortaleza de Adata, na Cilícia, que os abássidas tinham gastado os últimos cinco anos transformando numa grande fortaleza e base militar para suas expedições além-fronteira contra o Império Bizantino.

## Batalha

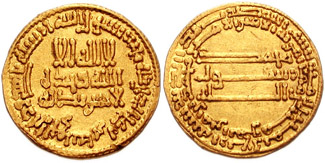
Dirrã de prata de Harune Arraxide r.

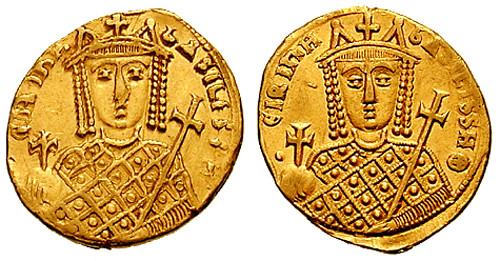
Soldo de Irene de Atenas

Com a ascensão de Harune Arraxide a califa em 786, os raides lançados nos dois anos seguintes foram relativamente menores; a primeira grande invasão do novo reinado ocorreu em 788, quando uma grande força expedicionária cruzou as Portas Cilicianas em direção ao Tema Anatólico. Embora o raide não seja mencionado em fontes árabes, sua descrição pelo cronista bizantino Teófanes, o Confessor aponta para uma grande invasão, que foi confrontada pelas forças de dois dos mais poderosos exércitos temáticos bizantinos, do Tema Anatólico e do Tema Opsiciano.
O sítio da batalha é chamado "Copidnados" ou "Copidnadon" em Teófanes, um nome que não é atestado em quaisquer outras fontes. Estudiosos modernos, começando com Henri Grégoire em 1932, têm identificado o local com a cidade de Podando, na saída ocidental dos Portas Cilicianas. Segundo o breve relato de Teófanes, a batalha terminou em uma derrota sangrenta para os bizantinos, que perderam muitos homens e oficiais, incluindo os membros da tagma das escolas palatinas que tinham sido banidos para as província por Irene em 786 por seu apoio contínuo à iconoclastia. Teófanes também destaca a perda do competente oficial Diógenes, um turmarca (comandante divisional) dos anatólicos.

## Impacto
O impacto imediato da derrota bizantina parece ter sido desprezível; as perdas foram pesadas, mas não insustentáveis, e o nível de devastação das regiões parece ter sido mínima. Em termos materiais, há, portanto, pouco para distinguir a derrota em Copidnados dos "típicos" raides árabes. Marca, contudo, um recomeço da guerra fronteiriça em larga escala após a calmaria relativa que se vivia desde 782, que continuou inabalada até a morte de Harune em 809 e a subsequente guerra civil abássida. Talvez a maior consequência a longo prazo da batalha tenha sido a morte do turmarca Diógenes: por virtude de sua incomum proeminência no relato de Teófanes, Henri Grégoire identifica este Diógenes com o arquétipo original do herói épico posterior Digenis Acritas.